# جیمی رافل
جیمی رافل (به انگلیسی: Jimmy Ruffell) بازیکن فوتبال زادهٔ ۸ اوت ۱۹۰۰ اهل کشور انگلستان بود که سابقهٔ بازی در تیم ملی فوتبال انگلستان را در کارنامهٔ خود دارد. وی در تاریخ ۱۷ آوریل ۱۹۲۶ نخستین بازی ملی خود را در مقابل تیم ملی فوتبال اسکاتلند انجام داد و با حضور در ۶ بازی ملی، در تاریخ ۲۰ نوامبر ۱۹۲۹ واپسین بازی ملی‌اش را در برابر تیم ملی فوتبال ولز برگزار کرد.